# Collotheca trilobata
Collotheca trilobata är en hjuldjursart som först beskrevs av Collins 1872.  Collotheca trilobata ingår i släktet Collotheca och familjen Collothecidae. Arten är reproducerande i Sverige. Inga underarter finns listade i Catalogue of Life.